# دیو بیکوزی
دیو بیکوزی (انگلیسی: Dave Bacuzzi؛ زادهٔ ۱۲ اکتبر ۱۹۴۰ – درگذشته ۲۱ آوریل ۲۰۲۰) بازیکن فوتبال اهل انگلستان بود.

## باشگاهی
از باشگاه‌هایی که در آن بازی کرده‌است می‌توان به باشگاه فوتبال منچستر سیتی، باشگاه فوتبال ریدینگ، و باشگاه فوتبال آرسنال اشاره کرد.

## تیم ملی
وی همچنین در تیم ملی فوتبال زیر ۱۸ سال انگلستان بازی کرده‌است.